# George L. Kelling
Pour les articles homonymes, voir Kelling (homonymie).
George Lee Kelling, né le 21 août 1935 à Milwaukee dans le Wisconsin et mort le 15 mai 2019 à Hanover dans le New Hampshire, est un criminologue américain, chercheur de l'université Harvard. 
Il est l'un des deux auteurs de la théorie de la vitre brisée qui soutient que les petites détériorations que subit l'espace public suscitent nécessairement un délabrement plus général des cadres de vie et des situations humaines qui y sont liées. Il a notamment inspiré Rudy Giuliani dans la mise en place de sa politique de « Tolérance zéro » à New York dans les années 1990.

## Publication
- (en-US) 1998 :  Fixing Broken Windows: Restoring Order and Reducing Crime in Our Communities, co-auteur  Catherine M. Coles.